# 灾区

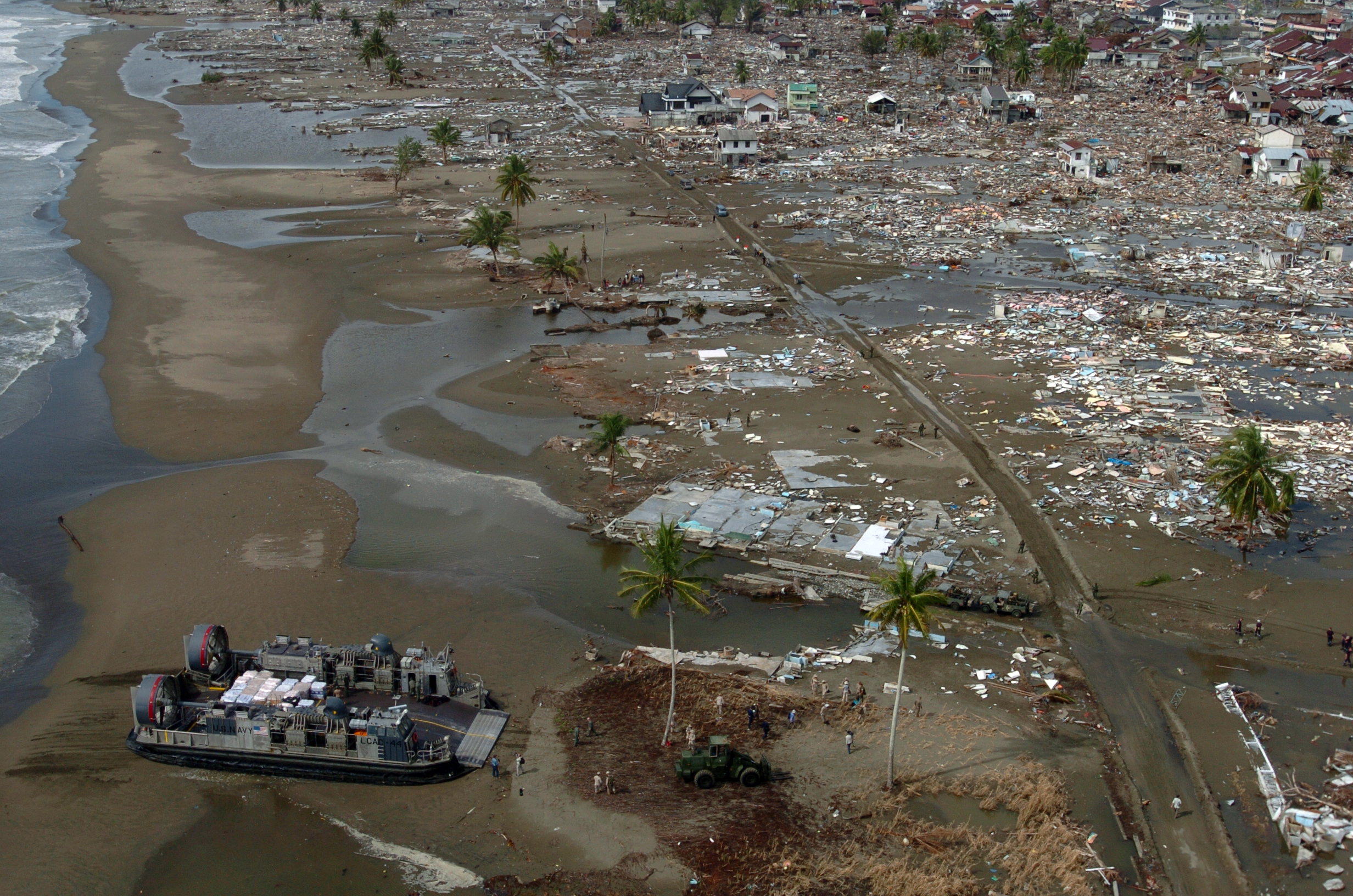
氣墊船向2004年印度洋大地震的災區派發物資

灾区是指因受到自然災害或事故的影響而被严重破坏的区域或地点。居民的生活區域變成災區後，其生活受到災害影響，居民的開支急剧增加，能源供應中斷，災害還會造成居民的食品、生活用品和財產损失，也會增加居民罹患疾病的风险。一國政府或国际社會會對處於災區的災民提供援助。